# Дача И. Ф. Кречева
Дача И. Ф. Кречева — памятник архитектуры. Расположен в Сестрорецке, современный адрес дома — улица Григорьева, 18 / Курортная улица, 6.
Здание построено в 1906—1909 годах неизвестным архитектором.
Основа дома — двухэтажный бревенчатый объём с «лежачими» окнами с белыми наличниками. Лицевой фасад украшен башенками и соответствующей лестничному маршу светёлкой с тремя окнами.
В 1983 году здание было обшито вагонкой, к торцу был пристроен кирпичный «карман».